# 灌园叟晚逢仙女
《灌园叟晚逢仙女》是明朝小说家冯梦龙短篇拟话本小说，收录在小说集《醒世恒言》中。《灌园叟晚逢仙女》讲述了爱花成痴的花农秋先因阻止恶霸张衙内霸毁花占园而蒙冤入狱，得到园中花仙相救，伸张正义的故事。这篇小说后来被多次改编为话本以及多种剧本、电影等。

## 概要
小说首先以唐朝崔玄微的故事为引子。崔玄微是洛东隐士，独居在遍植花木的庭院中。晚上见到园中出现一群女子设宴，宴请“封十八姨”，酒后名为阿措的少女惹怒了十八姨，後者不快而去。次日晚上崔玄微又在园中遇见众女要阿措向十八姨赔罪，阿措劝众人求崔玄微庇护，说崔玄微只需要“每歲元旦，作一朱幡，上圖日月五星之文，立于苑東”，就可保众人安然无恙。崔玄微命人布置好朱幡，见到苑外突然刮起大风，而苑中各种花卉则因为朱幡挡住狂风而得保无恙。崔玄微方才意识到众女是花卉所化的精灵，而封十八姨则是风神。
以此为引，正篇的故事也是讲述花卉神灵的。故事发生在北宋仁宗年间江南平江府東門外長樂村中。故事主人公名叫秋先，是一个独居的老人。他因为十分喜爱花卉，将自己的几亩田地都种上了各种花木。他遇到名花异草，必然要购回种植，为此耽误正业、也花费良多。他将花田“編竹為篱”围起，“篱上交纏薔薇、荼縻、木香、刺梅、木槿、棣棠、十樣錦、美人蓼、山躑躅、高良姜、白蛺蝶、夜落金錢、纏枝牡丹等類，不可枚舉”。一花未谢，一花又开，满园春色，绚丽斑斓。“篱門外正對著一個大湖，名為朝天湖，俗名荷花蕩”。“沿湖遍插芙蓉，湖中种五色蓮花”。秋先每日打理花园，为落花下葬，为被污泥玷染的花卉洁浴。秋先最恨折花，遇到折花的人必然会劝阻，也不喜欢他人入园游玩。亲戚入园游玩时折损花枝，也会让秋先勃然大怒。秋先凭园中出产的果物，生活无忧，加上他平时乐于助人，被街坊同村称为秋公，自称灌园叟。
一天，城中的一个恶少张委来到长乐村中的庄子里居住，见到了秋先的花园，想要入内看花。秋先见张委等人形势汹汹，假称园中无花。张委不顾秋先阻拦，闯入园中。当时正值牡丹开放，张委气恼秋先阻他入园，就在园中空地上摆开酒席赏花，又借醉提出要买下花园。临走之时，张委又想要摘花带走，秋先拼命劝阻，撞翻了张委。张委一气之下，将花全部打烂，片蕊不留，把秋先气得“愴地呼天，滿地亂滾”。这时邻居听到呼声，赶来将张委一众人劝走。
秋先看着满地残花，痛哭落泪。这时一个少女突然出现，“年約二八，姿容美麗，雅淡梳妝”，自称是附近的居户，前来赏花。秋先将前事讲了一遍，少女对他说自己有办法将落花返枝，让秋先入屋端一碗水出来。秋先出得来时，落花已经返回枝头，如同往常一样，而女子已经不见了。秋先与邻居说起此事，认为少女是神仙下凡，决定一改旧例，任村民入园看花。
次日，全村都知道了落花返枝的事情，纷纷入园观花。张委也听闻了此事，赶来一看果然如此。但张委霸占花园的念头并没有改变。他想起日前有“貝州王則謀反，專行妖術”，就诬陷秋先行驶妖术惑人，向平江府尹告状。府尹正在缉访妖人，立刻派官差将秋先捉入大牢。晚上，秋先在狱中，梦见昨日的少女。少女告诉秋先，自己是“瑤王母座下司花女”，见秋先“惜花志誠，故令諸花返本，不意反資奸人讒口”。“張委損花害人，花神奏聞上帝，已奪其算；助惡党羽，俱降大災”，明日秋先就可脱难。并让秋先“篤志修行”，数年后会来度他。
张委听说秋先入狱後，又集结了手下到花园赏花，但只见到一地落花。张委等人依旧排席饮酒，这时候落花突然变作众多女子，冲向众人，将众人赶出花园。众人回过神来，发觉张委不见，後来在园中粪坑里找到了倒插在坑内的张委尸体。次日府尹正准备升堂审问秋先，却听到张委的死讯。村中众人联名上保，说明秋先平时惜花行善，并非妖人；張委設謀陷害，神道報應，讲明原委。最终秋先被立时释放，府尹告示他人不得毁坏秋先的花园，而园中牡丹也重新绽放。此后秋先听从司花女之言，以百花为食，“不數年間，發白更黑，顏色轉如童子”。数年之后的八月十五日，司花女重临秋先的花园，称秋先“功行圓滿”。她已申奏上帝，降旨封秋先为“護花使者，專管人間百花”。秋先与花园一同飞升，此后故地改名升仙里，也称为惜花村。

## 评析
《灌园叟晚逢仙女》是一篇以志怪为本的小说。最开始以引子的方式简述了唐代的传奇小说《崔玄微》。《崔玄微》是晚唐小说家段成式的作品，用文言写成。冯梦龙将它改用通俗白话写出，适应话本的形式。崔玄微夜遇花精化作的女子，冯梦龙以此作为铺垫，作为同样是讲述花仙的志怪小说。而小说正篇与《崔玄微》的故事相比，无论是情节还是立意上都要更高一筹。《崔玄微》的主题是志怪，记述花精风神等仙神之事宣讲果报，而《灌园叟晚逢仙女》则增加了仙神等超自然对象与现实的互动，借仙神之手揭露社会现实的问题，脱出了一般志怪小说的写法，让小说带上了浓郁的浪漫主义气息。

## 改编作品

### 电影
1956年，上海电影制片厂将《灌园叟晚逢仙女》改编为电影，名为《秋翁遇仙记》，导演是吴永刚。剧中将司花仙女来到改为牡丹仙子变成村姑帮秋翁落花返枝；增加了府尹公堂审秋翁，而仙子使出仙法扰乱公堂的情节；而且仙子吹起狂风，将正在秋翁园中饮酒作乐的张衙内刮进水里淹死。齐衡饰演秋翁（秋先），王小蓉饰演牡丹仙子。